# Загурув
Загурув (пол. Zagórów)  —  город  в Польше, входит в Великопольское воеводство,  Слупецкий повят.  Имеет статус городско-сельской гмины. Занимает площадь 3,44 км². Население 2908 человек (на 2005 год).
Во время Второй мировой войны на территории города нацистами было организовано гетто. Оно просуществовало с весны 1940 года по октябрь 1941 года.